# Ciovnovîțea, Orativ
Ciovnovîțea (în ucraineană Човновиця) este localitatea de reședință a comunei Ciovnovîțea din raionul Orativ, regiunea Vinnița, Ucraina.

## Demografie
Componența lingvistică a localității Ciovnovîțea
     Ucraineană (98,32%)
     Rusă (1,08%)
     Alte limbi (0,12%)
Conform recensământului din 2001, majoritatea populației localității Ciovnovîțea era vorbitoare de ucraineană (98,32%), existând în minoritate și vorbitori de rusă (1,08%).